# セロニアス・モンクのいた風景
『セロニアス・モンクのいた風景』（セロニアス・モンクのいたふうけい）は、アメリカのジャズ・ピアニスト、セロニアス・モンクに関する文章を小説家の村上春樹が選び、翻訳し、また自身のエッセイも収めた書籍。
2014年9月26日、新潮社より発売された（奥付の日付は10月10日）。装丁は和田誠。4つあるカバーの絵のうちは3つは和田の絵で、ひとつは安西水丸の絵である。もともとは安西が表紙を担当することになっていたが、2014年3月19日に急死したため、和田が描くことになった。表紙の絵の中でモンクにハイライトを差し出しているのは若き日の安西水丸。これは安西が実際に体験したエピソードを元にしている。なお、ハイライトのパッケージをデザインしたのも和田誠本人である。

## 内容
セロニアス・モンクのいた風景／村上春樹
『ポートレイト・イン・ジャズ』（新潮社、1997年12月）に収められた「セロニアス・モンク」の項に加筆したもの。
この男を録音しよう！／ロレイン・ゴードン
自伝『アライヴ・アット・ザ・ヴィレッジ・ヴァンガード』からの抜粋。Monk (Lorraine Gordon)
それからゾンビ・ミュージックがやってきた／メアリ・ルウ・ウィリアムズ
『メロディ・メイカー』1954年5月8日号に掲載された文章からの抜粋。Then Came Zombie Music (Mary Lou Williams)
マッド・モンク／メアリ・ルウ・ウィリアムズ
『メロディ・メイカー』1954年5月22日号に掲載された文章からの抜粋。The Mad Monk (Mary Lou Williams)
ビパップ・ハリケーンの目／トマス・フィッタリング
伝記『セロニアス・モンク』からの抜粋。The Eye of the Bebop Hurricane (Thomas Fitterling)
彼のすべての曲は歌えたし、スイングできた／スティーブ・レイシー
トマス・フィッタリングが著した上記の伝記のために書いた序文。Introduction to Thomas Fitterling, Thelonius Monk: His Life and Music (Steve Lacy)
通常のピアニストがまず行かない場所に／ナット・ヘントフ
『ザ・ジャズ・ライフ』（1961年）からの抜粋。The Jazz Life (Nat Hentoff)
モンクと男爵夫人はそれぞれの家を見つける／デヴィッド・カスティン
パノニカ・ド・コーニグズワーターの生涯を描いた伝記『ニカの夢』からの抜粋。Monk and the Baroness Each Find a Home (David Kastin)
ジャズという世界でしか起こりえなかったものごと／ダン・モーゲンスターン
1960年に『ジャズ・ジャーナル』に掲載された。An Evening with Monk (Dan Morgenstern)
モンクとコルトレーンの夏／ベン・ラトリフ
『コルトレーン』からの抜粋。excerpts from Coltrane: The Story of a Sound (Ben Ratliff)
いちばん孤独な修道僧（モンク）／バリー・ファレル
『タイム』1964年2月28日に掲載された記事。The Loneliest Monk (Barry Farrell)
ブラインドフォールド・テスト／レナード・フェザー
『ダウンビート』1966年4月21日号に掲載された。インタビュアーはレナード・フェザーで、セロニアス・モンクが答える。
ブラインドフォールド・テストとは「ミュージシャンに演奏者名を伏せてレコードを聴かせ、感想を聞いたり、採点させたり、演奏者を当てさせたりするテストのこと」。Blindfold Test (Leonard Feather)
セロニアスが教えてくれたこと／オリン・キープニューズ
アルバム『コンプリート・リヴァーサイド・レコーディングズ・オブ・セロニアス・モンク』（1987年）の添付ブックレットに収められた文章。Theronious and Me (Orrin Keepnews)
セロニアス・モンクの人生の一端となること／ジョージ・ウィーン
自伝『いろんな人々、とりわけ私自身』（2003年）からの抜粋。excerpts from Myself Among Others: A Life in Music (George Wein)
私的レコード案内／村上春樹
文末で村上は「ほとんど完璧に近い音楽」を三つ挙げている。それは、『Miles Davis All Stars vol.1』（1954年録音）に収められた「バッグズ・グルーヴ」テイク1のモンクのアドリブ部分と、クララ・ハスキルがフリッチャイの伴奏指揮で演奏したモーツァルトの第27番協奏曲の第二楽章と、ビリー・ホリデーがレスター・ヤングをバックに歌う『君微笑めば』だという。